# مايكروسوفت باوربوينت
مايكروسوفت باوربوينت (بالإنجليزية: Microsoft PowerPoint)‏ هو أحد البرامج المتوفرة ضمن حزمة أوفيس وهو مخصص للعروض التقديمية، حيث يوفر البرنامج مجموعة من الأدوات لإنتاج ملفات إلكترونية تحتوي على شرائح افتراضية عليها كتابات وصور تستخدم على جهاز عرض سينمائي (بروجيكتور) مرتبط بحاسوب من قبل شخص (المقدم) في حضور مجموعة من الأشخاص (المجتمعين) وهو كثير الاستخدام في الشركات والمراكز التعليمية التي تتوفر بها المعدات اللازمة. يستخدم في العروض المتحركة والغير متحركة، ويستخدم أيضا في اللوحات المتغيرة المتتالية. ويمكن من خلاله عدد لا نهائي من الشرائح، ويمكن أيضا إدراج الصور المتحركة والثابتة، ويمكن أيضا إدراج المقاطع أو الروابط، ويمكن من خلاله أيضا استخدام الروابط التشعبية. يوجد العديد من النسخ المطورة فتوجد نسخة 2007، 2009، 2010، 2013.

## مميزات النسخة المطورة 2010
- دمج ملفات صوت بصيغة إم بي 3 في العرض.
- إمكانية التقاط صورة لسطح المكتب.لقطة لبرنامج مايكروسوفت باوربوينت 2003 على ويندوز إكس بي

لقطة لبرنامج مايكروسوفت باوربوينت 2003 على ويندوز إكس بي

- تأثيرات الانتقال (TRANSITION) بين الشرائح.
- التعديل على الصور بإضافة التأثيرات الفنية عليها.

## مميزات التحديثات الجديدة في نسخة 365 منها
- امكانية مشاركة ملف البوربوينت بين الأشخاص[بحاجة لمصدر].
- إدراج الفيديو داخل الشرائح دون إضافة ملف الفيديو[بحاجة لمصدر].
- خاصة توليد الأفكار المستندة على الذكاء الاصطناعي في تصميم الشريحة[بحاجة لمصدر].
- اضافات برمجية خارجية[بحاجة لمصدر].